# Ребель
Ребель (нім. Röbel) — місто в Німеччині, розташоване в землі Мекленбург-Передня Померанія. Входить до складу району Мекленбургіше-Зенплатте. Адміністративний центр об'єднання громад Ребель-Мюріц.
Площа — 30,17 км2. Населення становить 4999 ос. (станом на 31 грудня 2020).

## Галерея

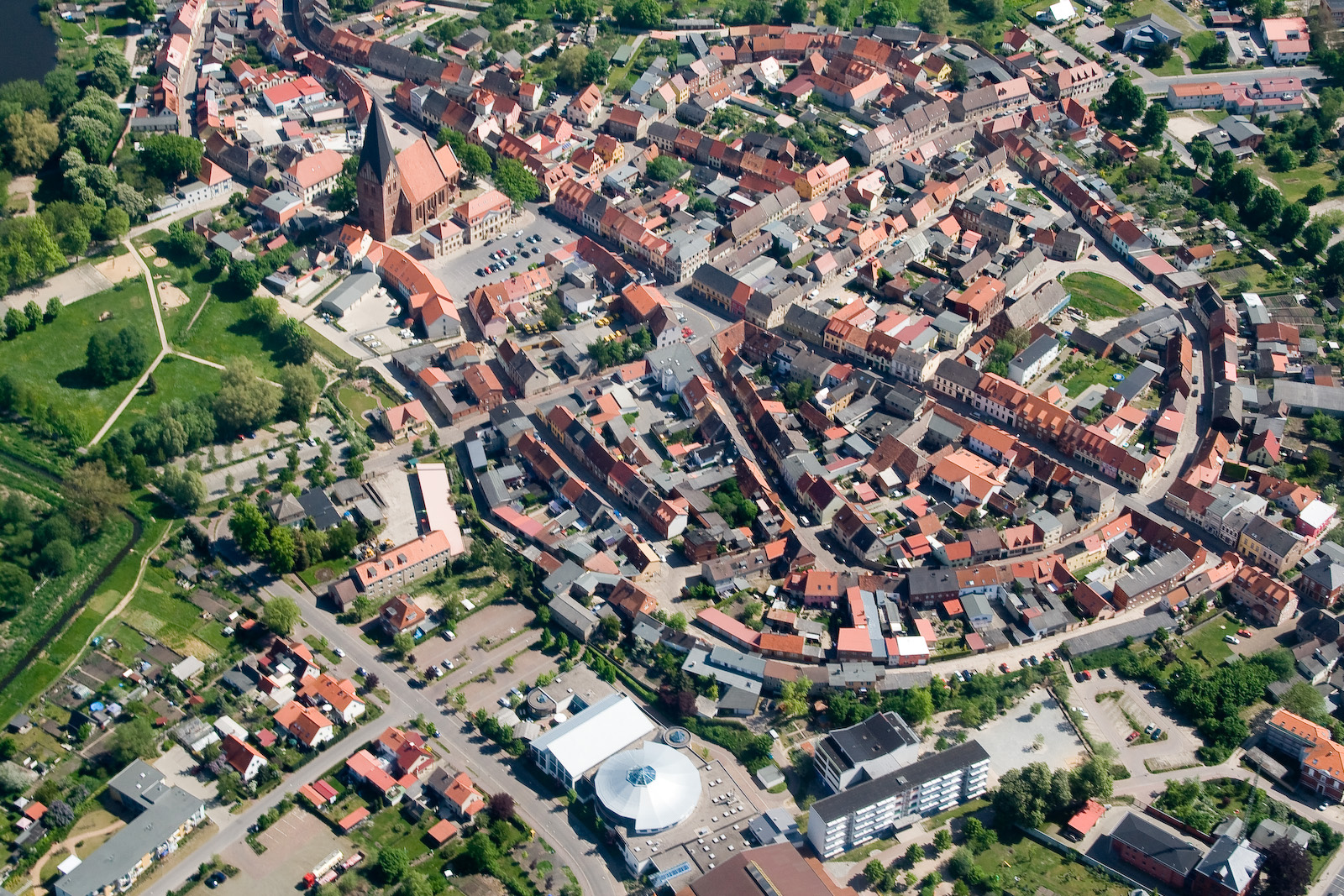
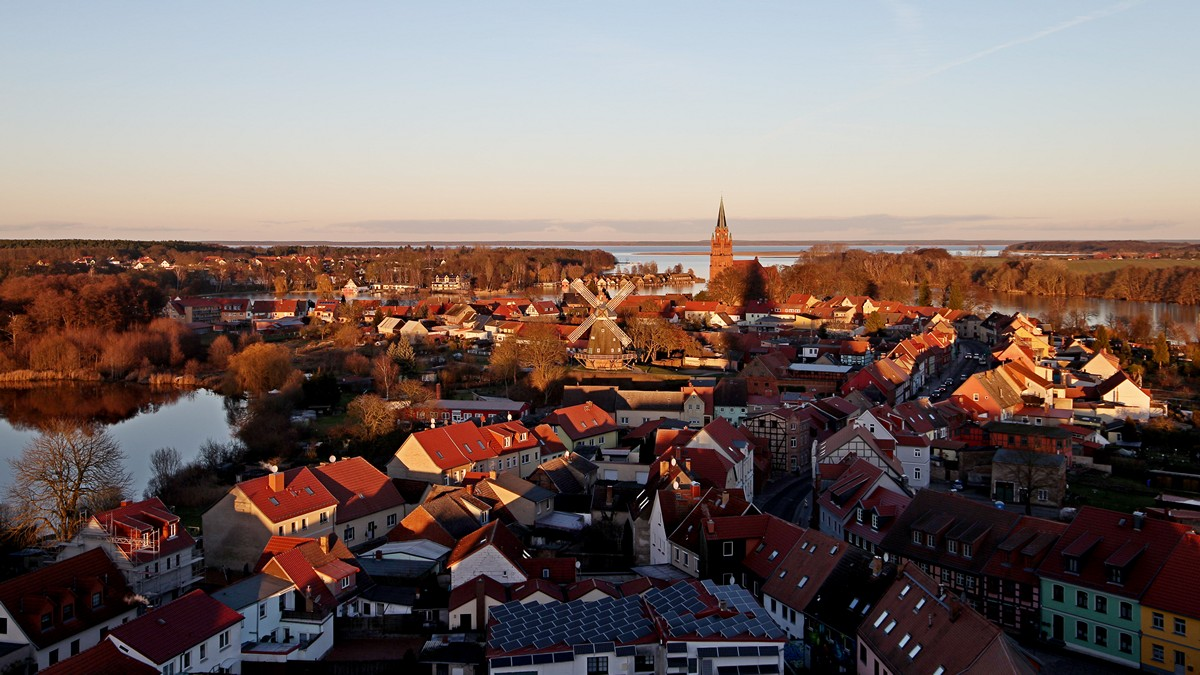
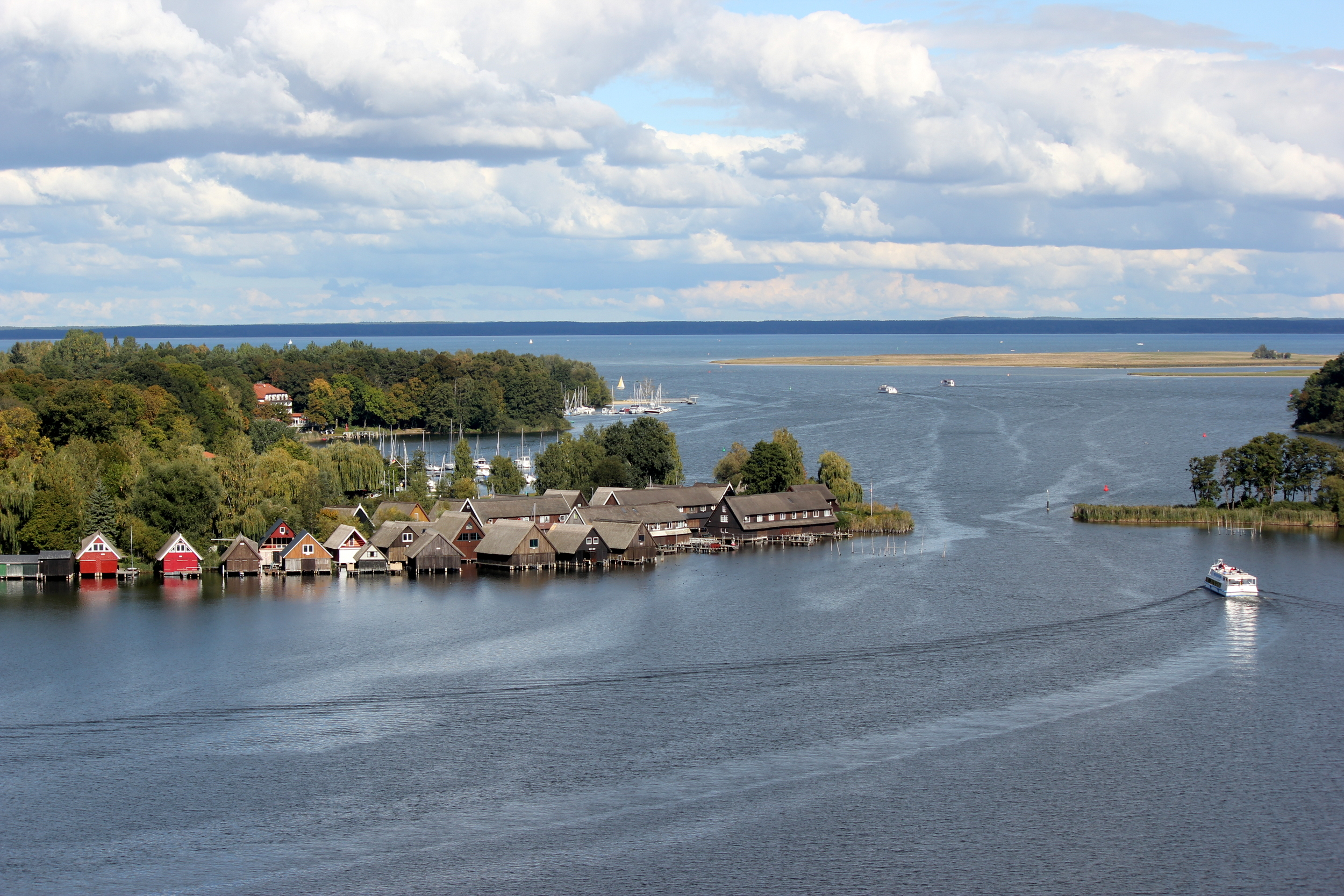
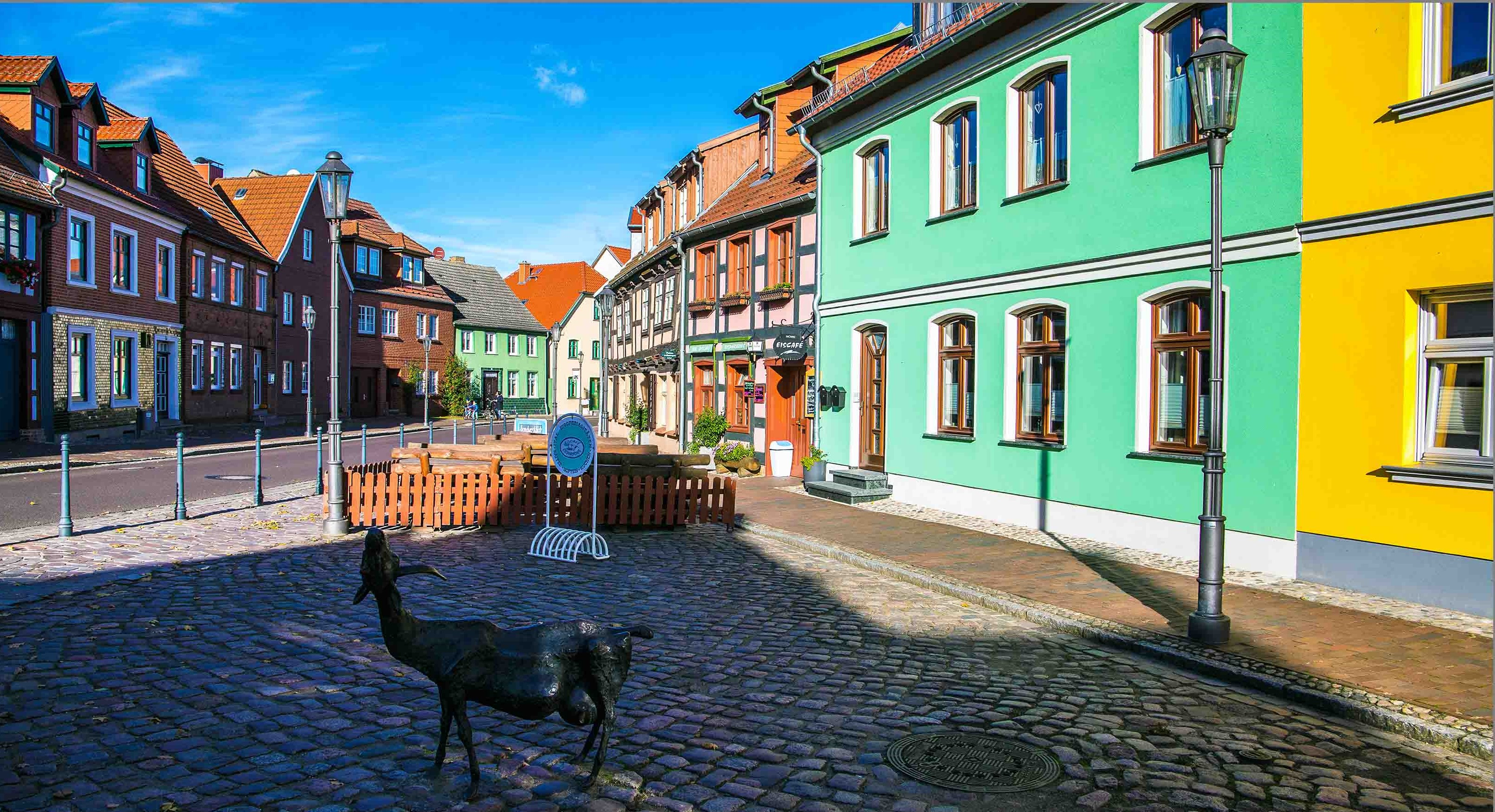
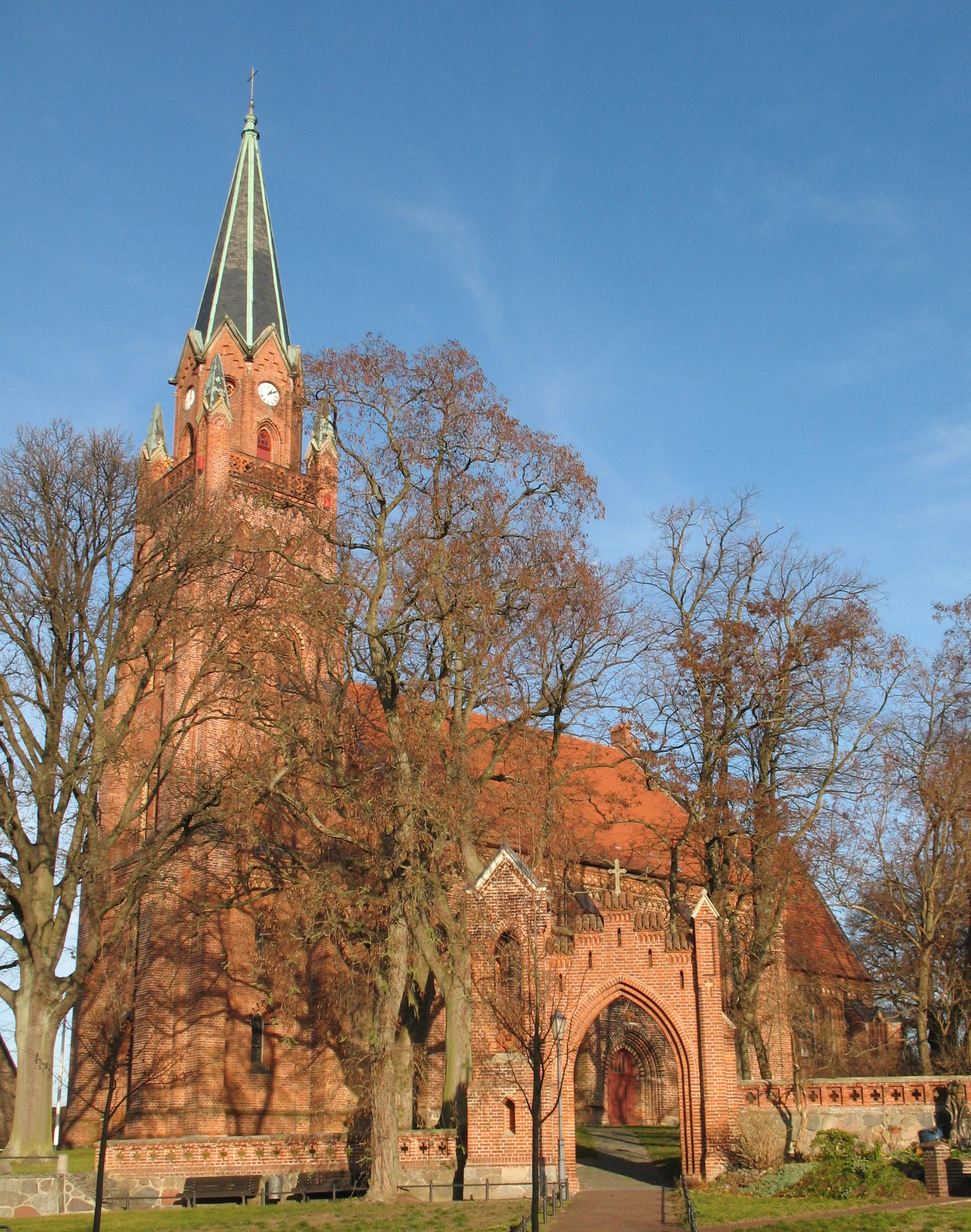
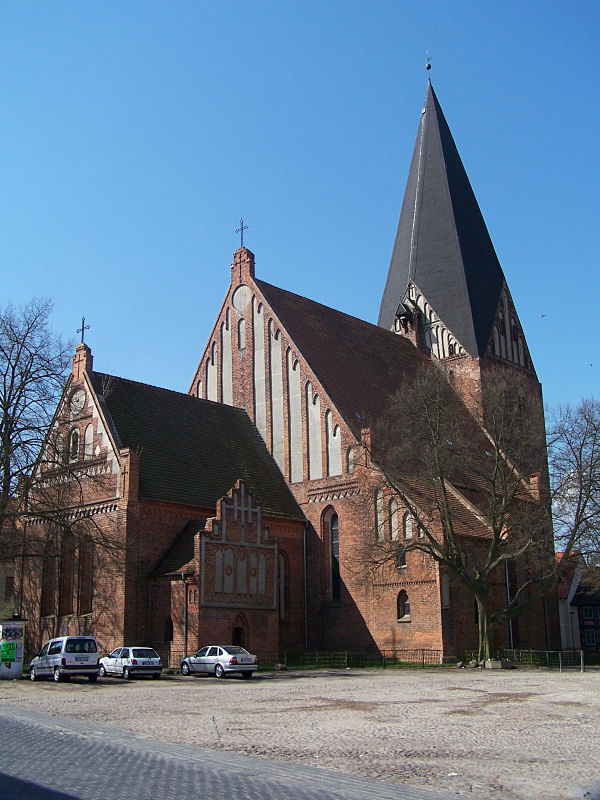